# Hear Music

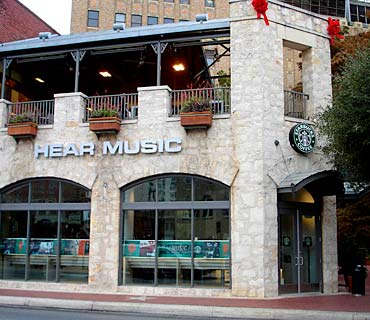
Вторая кофейня Hear Music Coffeehouse на Южном берегу рядом с River Walk.

Hear Music — звукозаписывающий лейбл, основанный в 2007 году в результате партнерства между Concord Music Group и Starbucks. Hear Music начинала свою деятельность как каталогизирующая компания в Кембридже, штат Массачусетс, в 1990 году, а затем была куплена Starbucks в 1999 году.

## Концепция
Бренд Hear Music состоит из четырёх компонентов: музыки, которую играют в разных местах; продажа компакт-дисков в магазине, в том числе эксклюзивов Starbucks; фирменные розничные магазины, открывшиеся вскоре после создания каталога, и лейбл, распространяющий их записи.
По состоянию на декабрь 2006 год насчитывалось четыре кофейни Starbucks Hear Music: Санта-Моника, Калифорния, на набережной Третьей улицы; Сан-Антонио, Техас, на набережной реки; Майами, Флорида, на торговой набережной Линкольн-роуд; и Белвью, Вашингтон, на площади Белвью. Оригинальный, ныне несуществующий магазин Hear Music Store располагался в Беркли, Калифорния. В десяти точках Starbucks также есть «медиа-бары» Hear Music — служба, которая использует планшетные ПК, чтобы позволить клиентам создавать свои собственные микшированные компакт-диски. Медиа-бары расположены в Сиэтле и Остине, штат Техас. Музыкальный раздел канадской сети книжных магазинов Chapters был когда-то лицензированной версией концепции Hear Music; однако компания больше не использует торговую марку.
Самой популярной песней лейбла была песня «Genius Loves Company» Рэя Чарльза, продавшая 2,86 миллиона пластинок; 25 % из них были проданы в магазинах Starbucks.
В 2005 году Starbucks объявила о партнерстве с певицей и автором песен Аланис Мориссетт. По шестинедельной сделке Мориссетт продала акустическую версию Jagged Little Pill только в магазинах Starbucks. Акустическая версия была выпущена 13 июня 2005 года по случаю десятой годовщины альбома. Эта ограниченная доступность привела к спору между Maverick Records и HMV Canada, которые в ответ удалили другие альбомы Мориссетт с полок магазинов на время эксклюзивной продажи в Starbucks.
В апреле 2008 года Starbucks объявила, что совершенствует свою развлекательную стратегию и передает повседневное управление Hear Music Concord.
В то же время, когда в июле 2008 года Starbucks закрыла 600 кофеен, было объявлено о закрытии лейбла Hear Music. Один из четырёх магазинов Hear Music в Санта-Монике, Калифорния, сообщил, что его музыкальный магазин будет окончательно закрыт примерно 20 сентября 2008 года. Другой магазин Hear Music в Белвью, штат Вашингтон, был преобразован в обычный Starbucks. С ноября 2008 года рейтинг Lincoln Road Miami Beach также был понижен.

## Создание как звукозаписывающая компания
12 марта 2007 года Starbucks и Concord Music Group запустили лейбл Hear Music. Первым артистом, подписавшим контракт с компанией, был Пол Маккартни, который покинул свой давний лейбл EMI 21 марта 2007 года.
В июле 2007 года лейбл подписал контракт с Джони Митчелл и объявил, что её первый альбом с новым материалом за почти десять лет, Shine, выйдет 25 сентября 2007 года.
В марте 2008 года было объявлено, что Карли Саймон подписала контракт с лейблом и в конце апреля 2008 года выпустит новый альбом под названием This Kind of Love, её первый сборник оригинальных песен после альбома The Bedroom Tapes 2000 года. Она обвинила плохие продажи в неспособности Hear Music продвигать альбом. Она подала в суд на компанию и проиграла.

## Контракты
- Анжули
- Antigone Rising
- The Cars
- The Chieftains
- Элвис Костелло
- Джеймс Хантер
- Кэрол Кинг
- Джон Мелленкамп
- Хилари МакРэй
- Джони Митчелл
- Playing for Change
- Sia
- Пол Саймон
- Карли Саймон
- Sonic Youth
- Джеймс Тейлор